# Берёзовский сельсовет (Нижегородская область)
Берёзовский сельсовет — сельское поселение в Арзамасском районе Нижегородской области.
Административный центр — деревня Берёзовка.

## История
Упразднён 1 января 2023 года.

## Население
| 2002  | 2010  | 2012  | 2013  | 2014  | 2015  | 2016  |
| ----- | ----- | ----- | ----- | ----- | ----- | ----- |
| 2474  | ↗2907 | ↗3057 | ↗3225 | ↗3447 | ↗3546 | ↗3589 |
| 2017  | 2018  | 2019  | 2020  | 2021  |       |       |
| ↗3661 | ↗3686 | ↗3705 | ↗3765 | ↗4918 |       |       |

## Состав сельского поселения
| № | Населённый пункт | Тип населённого пункта          | Население |
| - | ---------------- | ------------------------------- | --------- |
| 1 | Берёзовка        | деревня, административный центр | ↗4394     |
| 2 | Заречное         | село                            | ↗72       |
| 3 | Князёвка         | деревня                         | ↘104      |
| 4 | Кожино           | село                            | ↗172      |
| 5 | Озёрки           | деревня                         | ↘23       |
| 6 | Сальниково       | деревня                         | ↗10       |
| 7 | Чуварлейка       | деревня                         | ↗54       |
| 8 | Шерстино         | деревня                         | ↘28       |